# إيزابيل أوبريه
إيزابيل أوبريه (بالفرنسية: Isabelle Aubret) واسمها الحقيقي هو تيريز كوكريل (بالفرنسية: Thérèse Coquerelle) هي مغنية فرنسية ولدت في يوم 27 يوليو 1938 في مدينة ليل في فرنسا. بدأت الغناء في سنة 1952. اشتهرت بأغنية أن بريمييه أمور في سنة 1962 والتي فازت بواسطتها بمسابقة الأغنية الأوروبية. أنتجت حوالي 24 ألبوم وتوقفت عن الغناء في سنة 2009.